# يويا ناكساوا
يويا ناكساوا (باليابانية: 長沢 祐弥) (مواليد 1 يوليو 1996) هو لاعب كرة قدم ياباني.

## وصلات خارجية
- يويا ناكساوا على موقع رابطة كرة القدم اليابانية للمحترفين (اليابانية)
- يويا ناكساوا على موقع قاعدة بيانات كرة القدم.إي يو (الإنجليزية)
- يويا ناكساوا على موقع Soccerway.com (الإنجليزية)
- يويا ناكساوا على موقع عالم كرة القدم.نت (الإنجليزية)